# Quinto Real (Navarra)

Mancomunidad de Quinto Real y la ZEC Monte Alduide (ES2200019)
Mancomunidad de Quinto Real en el ámbito de la ZEC Monte Alduide (verde claro); ámbito de la ZEC exterior a Quinto Real (verde oscuro). Línea azul divisoria de la aguas
1. Baztán; 2. Erro; 3. Eugui; 4. Espinal; 5. Burguete; 6. Valcarlos

El Quinto Real (Kintoa en euskera, Pays Quint en francés) o Monte Aldude es un territorio situado en la zona fronteriza franco-española, al sur del valle de los Aldudes, que pertenece jurídicamente a España, actualmente es propiedad indivisa del Valle del Baztán y del Valle de Erro, aunque en la vertiente norte los vecinos de Baigorri (Francia), gozan en exclusiva del derecho de hierbas y pasto mediante el pago de una renta anual.

## Toponimia
Quinto Real es el nombre oficial con el que figura en el Catálogo de Montes de Utilidad Pública de Navarra; según Paul Raymond ese nombre responde al «derecho de belloteo para los cerdos, que se llama comúnmente “derecho de quinto”, transferido por Carlos III, rey de Navarra, a los barones de Espelette». No obstante también se le ha conocido por el nombre histórico de Alduides o Alduide (en Francia Aldudes), término que podría proceder del vasco aldubide (‘camino de las alturas’), con pérdida de la -b- intervocálica.

## Geografía
El Quinto Real es un territorio español, situado al sur del valle francés de los Aldudes, que limita con las comunas francesas de Aldudes, de Urepel y de Banca; comprende una zona que vierte hacia el norte (Francia) de 2510 ha; y otra zona menor, de 1624 ha, que vierte al sur. La parte oriental de Quinto Real queda en el término municipal de Erro, y la parte occidental, algo más reducida, en el Valle del Baztán.

## Historia
El territorio fue siempre objeto de sangrientas disputas entre los pastores bajonavarros del valle de Baigorri y los altonavarros del valle de Erro. Los primeros conflictos conocidos son de finales del siglo XIV y terminaron con una sentencia arbitral de 1400 que reconocía los montes Aldudes como privativos del valle de Erro. A comienzos del siglo XVI Baztán participaba con sus ganados por acuerdo de facería y poco después por derecho propio, pues Erro y Baztán habían firmado una alianza firmada entre ambos para defenderse de las pretensiones de los vecinos de Baigorri. La retirada de Carlos V de la Baja Navarra inició una mayor frecuencia en los litigios que, en ocasiones, incluyen pequeñas acciones de guerra. La diputación del Reino y las mismas Cortes de Navarra elevan sus protestas al Rey, sin obtener unas intervenciones satisfactorias. En 1614 se llegó a una capitulación que los de Baigorri nunca cumplieron, aunque habían sido aprobadas y ratificadas por los reyes de España y de Francia; posteriores reuniones entre las partes en 1686, 1701 y 1717 nada consiguieron. El 27 de agosto de 1785, representantes de las dos coronas alcanzaron en Elizondo un acuerdo que fijaba la frontera internacional, pero no llegó a aplicarse ni a aprobar el reglamento que lo desarrollaría. Siguieron propuestas por parte de Francia (1831) para la venta del territorio que quedaba al norte de la línea acordada en Elizondo, o en su defecto para fijar una nueva frontera por la divisoria de las aguas. Rechazada la propuesta por el Rey, tras oír a su Consejo Real de Navarra y a la Diputación de Navarra, el litigio se mantuvo, hasta 1856.
Finalmente el tratado de Bayona, firmado el 2 de diciembre de 1856, definió el reparto territorial y el régimen de aprovechamiento de esta zona disputada, fijando una frontera que no discurre por la cresta que separa la cuenca mediterránea de la atlántica, sino a media ladera de la vertiente norte, tal como se acordó en 1785 en Elizondo. El tratado reconoce el derecho de los de Baigorri al goce de pastos y leña en la vertiente norte de Quinto Real, comprometiéndose Francia al pago anual de un censo que se reparte entre Erro (52 %) y Baztán (48 %); y los de Baigorri podrán enviar los ganados a la vertiente sur, previo acuerdo de facería con Erro; por otra parte los ganados españoles tienen derecho a atravesar los Aldudes franceses para pasar de Baztán a Roncesvalles.
Tras la firma del tratado quedaba aún la disputa sobre la propiedad de los terrenos entre los valles de Baztán y Erro con el Estado. Una sentencia del Tribunal Supremo del 13 de septiembre de 1877 falló a favor del Estado, que encomendó la administración a la Diputación de Navarra, situación que cambió por la cesión del Estado a la Comunidad Foral de Quinto Real, junto con otros montes del Estado, por acuerdo del 9 de febrero de 1987 de la Junta de Transferencias Administración del Estado-Comunidad Foral. Posteriormente la Comunidad Foral cedió gratuitamente Quinto Real a los valles de Baztán y Erro.

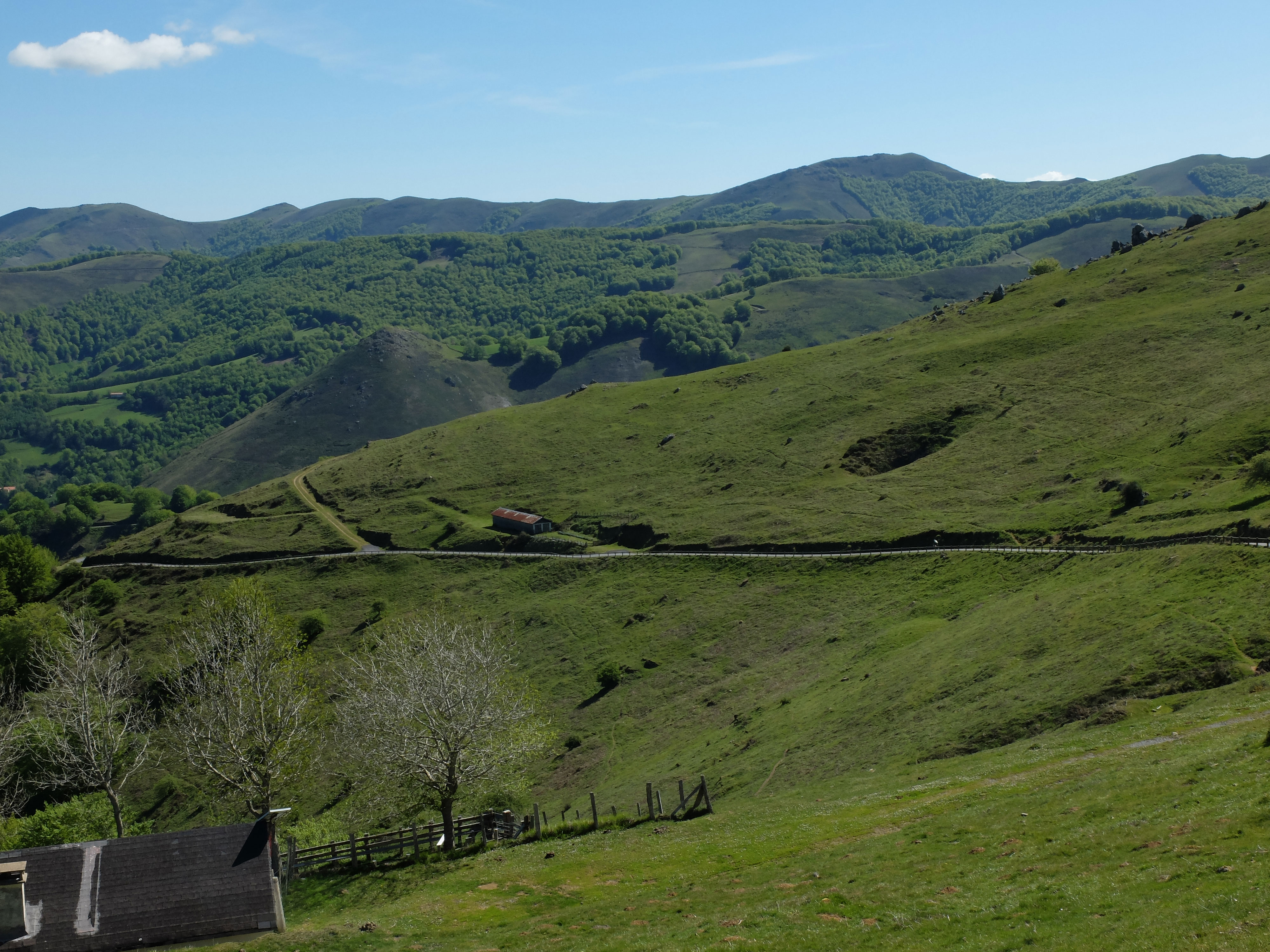
Quinto Real, panorámica desde Sorogain hacia el este.

## Valores naturales
Todo del ámbito de Quinto Real queda incluido en la Red Natura 2000, habiéndose declarado la corresponiente Zona de Especial Protección Monte Alduide (ES2200019), de la que ocupa el 46% de su superficie, que se extiende a parte de los términos municipales de Baztán, Burguete, Erro, Espinal y Valcarlos. En la masa forestal predomina el hayedo acidófilo en manchas que cubren la mayor parte de la ZEC. En Quinto Real hay una extensión considerable de pastizal, sobre todo de pastizales mesófilos acidófilos montanos que conviven con brezales. En la fauna fluvial destaca la trucha común; entre las aves están presentes el azor, el gavilán, el halcón abejero, el milano real, el milano negro, el águila real y el águila culebrera; los mamíferos están representados por varias especies de tamaño reducido (lirón gris, ratón leonado y ratón de campo), por algunos carnívoros como el gato montés y por otros mamíferos de mayor talla como el ciervo, el jabalí y el gamo. En cualquier caso la homogeneidad del hábitat y las posibilidades alimentarias hace que no sean abundantes.

## Estatus particular
El tratado de 1856 otorgaba a España la propiedad del territorio, y a Francia el aprovechamiento indiviso de la parte norte del territorio, así como el aprovechamiento de la parte sur en la vertiente del valle de Baigorri para el pastoreo de los rebaños a cambio de una renta anual. El Estado español transfirió la propiedad de Quinto Real a la Comunidad Foral de Navarra, y esta, mediante el artículo 1 de la Ley Foral 8/1991, transmitió esta propiedad conjuntamente a los ayuntamientos del Valle de Erro y del Valle del Baztán. Esta propiedad es indivisible y, para su administración, se ha constituido la Mancomunidad de Quinto Real bajo el régimen establecido para los bienes comunales por la Ley Foral 6/1990.
Hoy en día, el estatuto híbrido perdura: el servicio postal francés asegura la distribución del correo, ERDF la distribución de la electricidad, y la Guardia Civil española la seguridad.
A inicios del siglo XXI, ocho familias francesas vivían en el territorio español, a donde la electricidad llegó en 1979 y el teléfono en 1983, pagan sus impuestos de bienes inmuebles en España, pero los impuestos de inquilinato (taxe d'habitation en francés) en Francia. Envían sus hijos a la escuela francesa y se benefician de las prestaciones sociales francesas. Las vacas que atraviesan y pastan por su trashumancia en el Quinto Real, procedentes de Francia, son marcadas con un hierro al rojo vivo con las siglas V.E. (Valle de Erro).